# Simon Rahm
Simon Rahm (* 27. Juni 1980 in Oberhausen) ist ein deutscher Komponist und Sounddesigner für TV, Film und Videospiele, Musikproduzent und Sänger der Band FTANNG!. 2007 wurde er unter dem Künstlernamen Dorian Deveraux als Sänger der Band Jesus on Extasy einer breiteren Öffentlichkeit bekannt.

## Leben
Simon Rahm wurde am 27. Juni 1980 als der Sohn von Heidi und Adolf Rahm in Oberhausen geboren. Er wuchs in Bottrop-Kirchhellen, einem dorf-ähnlichen Vorort im Ruhrgebiet, auf. 2008 zog er nach Essen, wo er bis heute lebt und arbeitet. Ab dem Alter von fünf Jahren bekam Rahm Klavierunterricht. Nach eigener Aussage spielte er bereits zu dieser Zeit lieber Stücke zeitgenössischer Filmkomponisten als die Werke klassischer Komponisten. Die Anschaffung seines ersten Synthesizers im Alter von 14 Jahren beschreibt er als „den Schritt in einer größere Welt“.
In seiner Freizeit betreibt Simon Rahm die Sportarten Mixed Martial Arts und Tennis.

## Musikalische Karriere
Im Alter von 26 Jahren gründete Simon Rahm zusammen mit dem Gitarristen und Produzenten Stefan Richter unter den Pseudonymen Dorian Deveraux und Chai Deveraux die Band Jesus on Extasy, in der Rahm vorwiegend als Sänger und Songwriter tätig war. Die Band erlangte vor allem in der Alternative- und Gothic-Szene schnell einen hohen Bekanntheitsgrad. Nach einem Auftritt beim Bochum-Total-Festival 2006 wurde die Plattenfirma Drakkar-Records auf die Band aufmerksam, die die Band noch im gleichen Jahr unter Vertrag nahm. Mit Simon Rahm als Sänger veröffentlichten Jesus On Extasy drei Alben: „Holy Beauty“ (2007), „Beloved Enemy“ (2008), „No Gods“ (2010). Im Dezember 2010 gab Rahm seinen Ausstieg aus der Band bekannt.
Nur einen Monat später, im Januar 2011, ging die Website der Band FTANNG! online, die er zusammen mit dem Bochumer Peter Vignold betreibt. Seit 2011 hat die Band vier Singles veröffentlicht und arbeitet am Debüt-Album „... and no one seemed to care ...“. 2013 veröffentlichte steuerte Simon Rahm den Song „I’m over it“ zum Album „Isomorphine“ der ehemaligen Jesus on Extasy-Keyboarderin Leandra bei. 2009 war er als Keyboarder für kurze Zeit Teil der Liveband des Mülheimer Musikers Andy Brings und ist auch im Video der Single „Tut mir leid“ zu sehen. Die geplante Tour musste Rahm allerdings aufgrund von Terminkonflikten absagen.
Seit 2014 ist Simon Rahm hauptsächlich als Komponist und Sounddesigner für audiovisuelle Medien tätig. Seit 2015 unterrichtet er diese Spezialgebiete an der Mediadesign Hochschule in Düsseldorf in den Studiengängen Game Design und Mediendesign.
Am 31. Mai 2017 veröffentlichte Simon Rahm sein erstes Instrumental-Album „Conqueror“ auf dem Label Elbroar, das an Warner/Chappell angeschlossen ist. Im November gleichen Jahres kündigte Rahm die Arbeiten am Nachfolge-Album „Defender“ an. Als Solistin am Cello konnte er die renommierte Cellistin Tina Guo aus Los Angeles gewinnen, die unter anderem durch ihre Arbeit mit Hans Zimmer bekannt geworden ist. Die Recording-Sessions wurden teilweise live bei Facebook übertragen. Das Album „Defender“ wurde am 15. Dezember 2018 auf Elbroar veröffentlicht.
Zusammen mit Peter Vignold betreibt Simon Rahm das Retrowave-Projekt „L.A. Streethawk“, das sich musikalisch auf die elektronischen Filmsoundtracks von John Carpenter und Tangerine Dream der 80er Jahre bezieht. Die Debüt-EP „Something Better“ wurde am 7. Februar 2019 veröffentlicht und beinhaltet Gastauftritte der amerikanischen Musiker Wolfgang Parker und Chris Schleyer.

## Diskographie

### Jesus On Extasy
- Holy Beauty (2007)
- Beloved Enemy (2008)
- No Gods (2010)

### FTANNG!
- King Of My World (Single, 2011)
- Waves (Single, 2011)
- Meaning (Single, 2013)
- Happiness (Single, 2014)

### Solo-Alben
- Conqueror (2017)
- Defender (2018)

### L.A. Streethawk
- Something Better (EP)

### Andere Künstler
- I’m Over it (Song, Album: „Isomorphine“, Künstler: Leandra, 2013)
- Ein Schwacher Trost (Album, Künstler: Janus, Rolle: Produzent und Engineer der Bandoneon-Aufnahme, 2017)

### Videospiele
- 2015: Wormhole City
- 2016: AIDventure (nominiert für den Deutschen Entwicklerpreis)
- 2016: Deine Arena
- 2017: From Afar
- 2018: MaxControl

## Filmographie
- Hohlkörper (2015)
- Echos (2016)
- 32 (2017)
- Emma (2018)
- Mia (2018)